# Rod Lurie
Pour les articles homonymes, voir Lurie.
Rod Lurie (en hébreu : רוד לוריא) est un réalisateur, scénariste, producteur et acteur israélien né le 15 mai 1962 en Israël.

## Filmographie

### Comme réalisateur

#### Cinéma
- 1998 : 4 Second Delay
- 1999 : Situation critique (Deterrence)
- 2000 : Manipulations (The Contender)
- 2001 : Le Dernier Château (The Last Castle)
- 2002 : The Nazi
- 2007 : Renaissance d'un champion (Resurrecting the Champ)
- 2008 : Le Prix du silence (Nothing but the Truth)
- 2011 : Chiens de paille (Straw Dogs)
- 2020 : Assiégés (The Outpost)

#### Télévision
- 2004 : Line of Fire - (7 épisodes)
- 2005 : Commander in Chief - (4 épisodes)

### Comme scénariste
- 1998 : 4 Second Delay
- 1999 : Situation critique (Deterrence)
- 2001 : Manipulations (The Contender)
- 2002 : The Nazi
- 2004 : Capital City (TV)
- 2011 : Chiens de paille (Straw Dogs)

### Comme producteur
- 2001 : La Loi des armes (Scenes of the Crime)
- 2001 : The Search for John Gissing
- 2003 : Line of Fire (série télévisée)
- 2004 : Capital City (TV)
- 2008 : Boston Streets (What Doesn't Kill You)
- 2011 : Chiens de paille (Straw Dogs)

### Comme acteur
- 1989 : Hollywood Boulevard II : Who Are You?
- 1999 : Situation critique (Deterrence) : John Desimio